# Jane Porter
Jane Porter, född den 17 januari 1776 i Durham, död den 24 maj 1850, var en skotsk romanförfattare. Hon var syster till Robert Ker och Anna Maria Porter. 
Jane Porter författade den omtyckta romanen Thaddeus of Warsaw (1803; svensk översättning "Thaddeus af Warschau", 1838), Scottish chiefs (1809; ett slags föregångare till Walter Scotts historiska romaner), Duke Christian of Lüneburg (1824) med flera.